# Українсько-сербські відносини
Українсько-сербські відносини — це двосторонні відносини між Україною та Республікою Сербією у галузі міжнародної політики, економіки, освіти, науки, культури тощо.

## Історія
Сербсько-українські відносини сягають своїм корінням часів Київської Русі.

### До XV століття
У розвитку давньої сербської літератури брали участь українці, перекладаючи грецькі й церковнослов'янські тексти й пишучи оригінальні твори сербською мовою, серед них Єлисей з Кам'янця-Подільського (XV ст.), Андрій з Сянока (XVI ст.), Василь Никольський з Закарпаття (XVI ст.), Гаврило Мстиславич (XVI ст.), Самуїл Бакачич (XVII ст.). Багато сербських народних пісень були занесені сербськими співаками (дудниками й гуслярами) в XV —XVI ст. в Україну і Польщу. (М. Грушевський висловив здогад, що українські думи і їх назви творилися, мабуть, під впливом сербської героїчної поезії). Для гусел збереглася подекуди назва «серби».

### XVII— XVIII століття
Посиленню сербсько-українських взаємин сприяла також участь сербів у козацькому війську, ще перед Хмельниччиною. У козацькому реєстрі 1649 року знаходимо кількадесят сербських прізвищ. Серби брали участь у національно-визвольній революції під проводом Б. Хмельницького й пізніше. Це були або окремі військові діячі сербського походження, або організовані ними відділи найманого війська з сербів (зокрема за І. Виговського). Серед перших треба згадати трьох полк. Сербинів — Івана Юрійовича, Івана Федоровича і Войцу, а також Родіона Дмитрашка-Райчу, полк. переяславського (1667 —77 і 1687-88) та ін.
У Сербії (й в ін. південнослов'янських країнах) були поширені види українських друкарень XVII —XVIII ст., зокрема друкарні Києво-Печерської лаври, а також проповіді З. Копистенського, твори Л. Барановича у сербському перекладі, Т. Стефановича тощо. Серед студентів Києво-Могилянської академії були у XVIII ст. також серби (наприклад, Йован Раїч й А. Стойкович у 1740-их pp.). До Сербії виїжджали як проповідники, так і викладачі — вихованці й вчителі академії, наприклад, С. Залуцький, що з 1724 був проповідником при церкві беоґрадського митрополита; 1733, на прохання сербського митрополита Вікентія Йоановіча, київ. митр. Р. Заборовський вислав до С. М. Козачинського, Т. Климовського, Т. Левандовського, І. Минацького, Т. Падуновського, Г. Шумляка (вони працювали викладачами церковнослов'янської мови, піїтики та риторики у школах Карловців, Вуковару, Беоґраду, Осеку). У різний час в С. вчили також ін. вихованці Києво-Могилянсвкої Акад.: В. Крижанівський, І. Ластовецький, П. Михайловський.
За часів Петра I, зокрема під час російсько-турецької війни 1711, чимало сербських родів перейшло на бік Росії, між ними Владиславичі, Милорадовичі, Требинські, Божичі, Вишневські, Милютиновичі, а згодом Веселицькі, Витковичі, Бошняки та ін. Увійшовши до складу козацької старшини та діставши маєтки, вони залишилися назавжди в Україні, вчили дітей здебільша у Києво-Могилянській академії, і деякі з їх нащадків стали видатними українськими громадськими і культурними діячами.
У зв'язку з заселенням Південної України в середині XVIII ст. збільшилася кількість сербів в Україні, що емігрували з окупованої Австрією Північної Сербії; з них, а також з волохів та ін. вихідців була створена 1752 р. адміністративно-територіяльна одиниця під назвою Нова Сербія і 1753 р. — Слов'яносербія (1764 р. вони увійшли до складу Новоросійської губернії). Багато з поселених на цій території сербів тікало на Запорізьку Січ. Серби брали також участь у гайдамацькому та коліївських повстаннях і, з другого боку, були також у лавах російського війська, що придушувало ці повстання. Поселені на Півдні Україні серби асимілювалися згодом з українським населенням.
На 1740 —60-і pp. припадає виникнення укр. поселень у Бачці, а в кінці XVIII ст. у Сремі.

### XIX—XX століття
Видатний вплив на укр. відродження й укр. літературу (зокрема на діячів «Руської Трійці») мав сербський письменник, фольклорист і мовознавець 19 ст. Вук Караджіч (1819 відвідав Україну); за зразком створеного ним сербського правопису розвинувся й український фонетичний правопис. Особисті зв'язки з сербськими діячами культури підтримували Я. Головацький, М. Костомаров та ін.
Слід зазначити, що до мовних реформ Караджича сербська мова була мовою, абсолютно схожою на українську, яку потім замінили більш русифікованою сербською мовою. (Сербсько-слов'янська мова)
У другій половині XIX ст. у Києві (під проводом М. Драгоманова), Одесі (під проводом А. Желябова) та ін. м. України створилися комітети допомоги грошима, зброєю, добровільцями для визвольної боротьби сербів й ін. балканських народів проти турків. Безпосередню участь у боях брали українські письменники і діячі: поет Іван Манжура, актор і режисер Микола Садовський, Василь Яновський та інші Михайло Старицький видав 1876 у Києві збірник перекладів «Сербські народні думи і пісні», призначаючи прибуток з неї на користь Сербського Червоного Хреста. Відгомін сербських подій наявний у творчості Івана Франка, Олени Пчілки, Лесі Українки, Сидора Воробкевича, Юрія Федьковича. У кінці 19 і на початку 20 ст. сербські народні пісні й твори сербських письменників перекладали, крім Івана Франка, Остап Барвінський, Мелітон Бучинський, Олександр Навроцький. Одночасно з цим в С. почалося зацікавлення творчістю Тараса Шевченка, Марка Вовчка й інші українські письменники. Із сербськими літературними й громадськими діячами були знайомі М. Драгоманов, О. Барвінський, М. Лисенко й ін. Д. чл. НТШ були обрані сербські учені: Олександр Беліч, Степан Бошковіч, Іван Ерделяновіч, Борівой Мілоєвіч, Йован Цвіїч та ін. Після другої світової війни з'явилися українські переклади сербської народної поезії М. Рильського («Сербські епічні пісні», 1946; «Сербська народна поезія», 1955; разом з Л. Первомайським); творів сербських письменників В. Нушіча, Б. Чопіча, І. Андріча й ін. У перекладі на сербську мову з'явилися крім «Слова о полку Ігореві» (1957), окремі твори І. Франка, М. Коцюбинського, Ю. Яновського, М. Стельмаха, О. Гончара та ін. У 1969 вийшло перше вид. творів Т. Шевченка сербською мовою під назвою «Кобзар». У 1972 був виданий у Новому Саді «Підручний Термінологічний Словник сербо-хорватсько-русько-української» М. Кочіша.
У 1848 році українські та сербські національні діячі зустрілися на Слов'янському конгресі в Празі, у 1916 році націоналісти обох країн взяли участь у конференції Союзу народів в Лозанні.
У політичних українсько-сербських взаєминах переважало протиукраїнське наставлення, зумовлене сильно закоріненим серед сербів русофільством. У 1917 — 20 рр. Сербія не визнала української державності, утруднювала працю Українського Червоного Хреста тощо. Між двома світовими війнами серби сприяли головним чином російській еміграції. Під час Другої Світової війни в складі збройних сил Хорватії діяв Український легіон, який вів бойові дії проти сербських партизанів. Протиукраїнські настрої виявилися в розгромі[джерело?] українських еміграційних організацій й українських поселень в Югославії у 1944—45.

## Сучасні відносини
Україна та Сербія (тоді як Федеративна Республіка Югославія) встановили дипломатичні відносини 1994 року.
В січні 2001 президент Леонід Кучма відвідав Белград. У вересні 2001 прем'єр-міністр СРЮ Драгіша Пешич відвідав Україну, а у листопаді 2003 — також президент Сербії та Чорногорії Светозар Марович.
Україна не визнає незалежності Косова, вважаючи його частиною Сербії.
Президент Віктор Ющенко відвідав Сербію в червні 2009 під час Саміту держав Центральної Європи в Новому Саду. Прем'єр-міністр Микола Азаров відвідав Сербію 4 листопада 2011 року під час конференції Центральноєвропейської ініціативи в Белграді. Президент Сербії Борис Тадич відвідав Україну в листопаді 2011.
Протягом 2007—2013 українська громада намагалася встановити у Сербії пам'ятник жертвам Голодомору однак безуспішно.

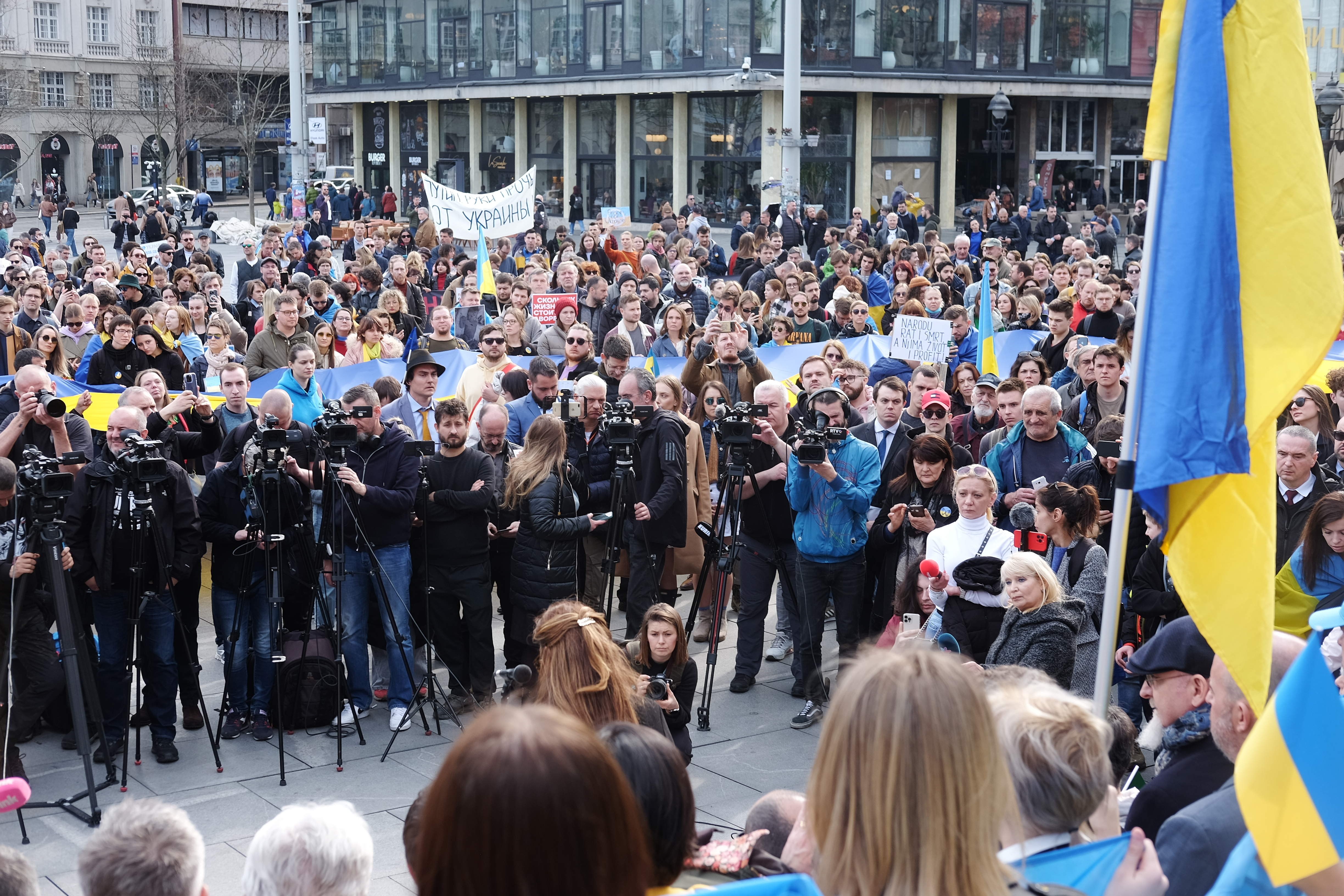
Протест проти російського вторгнення в Україну в день першої річниці. Белград, центр міста.

Під час голосування за прийняття Косова до ЮНЕСКО у 2015 році Україна була відсутньою.

### Після початку російсько-української війни
Після початку війни на сході України у 2014 році деякі сербські добровольці воювали на боці росіян. За оцінками посольства України в Сербії, станом на грудень 2018 року понад 300 сербів вирушили до України для участі у війні на боці бойовиків[джерело?]. 32 із них у Сербії засудили, причому в більшості випадків ішлося про мінімальні покарання.
Після повномасштабного вторгнення Росії 24 лютого 2022 року, Сербія підтримала територіальну цілісність України, однак відмовилась вводити санкції проти Росії та відмовилась розривати авіасполучення з нею. У Белграді проходили мітинги на підтримку обох сторін конфлікту.
Також були зафіксовані випадки участі у боях на боці РФ сербів, відомо щонайменше про 12 знищених сербів станом на квітень 2025 року, та ще двох за період 2014—2022 років.
Боєприпаси сербського виробництва були помічені серед озброєння українських військових, а саме: 30-мм граната M93P1, мінометні постріли M68P1, M62P10, M73 HE та М74П1, постріли до реактивної артилерії ER Grad 2000 та Plamen A M63.